# خط عرض 21° جنوب
خط عرض 21° جنوب هي إحدى دوائر العرض الجغرافية، وهي دوائر وهمية تحيط بالكرة الأرضية، وموازية لخط الاستواء، وتتميز هذه الدائرة بأن الأراضي الواقعة عليها تنتمي للمنطقة المدارية الحارة.

## حول العالم
خط عرض 21° جنوب يبدأ من خط الزوال الأولي ويتجه شرقا ويمر عبر:
| الإحداثيات                            | البلد أو الإقليم أو البحر | ملاحظات |
| ------------------------------------- | ------------------------- | --- |
| 21°00′S 00°00′E / 21.000°S 0.000°E    | المحيط الأطلسي            | |
| 21°00′S 13°31′E / 21.000°S 13.517°E   | ناميبيا                   | |
| 21°00′S 21°00′E / 21.000°S 21.000°E   | بوتسوانا                  | |
| 21°00′S 27°42′E / 21.000°S 27.700°E   | زيمبابوي                  | |
| 21°00′S 32°28′E / 21.000°S 32.467°E   | موزمبيق                   | |
| 21°00′S 35°06′E / 21.000°S 35.100°E   | المحيط الهندي             | قناة موزمبيق |
| 21°00′S 43°52′E / 21.000°S 43.867°E   | مدغشقر                    | |
| 21°00′S 48°27′E / 21.000°S 48.450°E   | المحيط الهندي             | |
| 21°00′S 55°15′E / 21.000°S 55.250°E   | فرنسا                     | جزيرة لا ريونيون |
| 21°00′S 55°43′E / 21.000°S 55.717°E   | المحيط الهندي             | مرورا بجنوب Barrow Island، أستراليا الغربية, أستراليا |
| 21°00′S 116°08′E / 21.000°S 116.133°E | أستراليا                  | أستراليا الغربية إقليم شمالي (أستراليا) كوينزلاند |
| 21°00′S 149°06′E / 21.000°S 149.100°E | بحر المرجان               | مرورا عبر أستراليا's جزر بحر المرجان |
| 21°00′S 164°41′E / 21.000°S 164.683°E | كاليدونيا الجديدة         | |
| 21°00′S 165°24′E / 21.000°S 165.400°E | بحر المرجان               | |
| 21°00′S 167°04′E / 21.000°S 167.067°E | كاليدونيا الجديدة         | Lifou Island |
| 21°00′S 167°22′E / 21.000°S 167.367°E | المحيط الهادئ             | مرورا بشمال تونغاتابو island, تونغا · مرورا بشمال راروتونغا island, جزر كوك · مرورا بجنوب Anuanuraro atoll, تاهيتي · مرورا بشمال Anuanurunga atoll, تاهيتي · مرورا بشمال Nukutepipi atoll, تاهيتي |
| 21°00′S 70°10′W / 21.000°S 70.167°W   | تشيلي                     | |
| 21°00′S 68°22′W / 21.000°S 68.367°W   | بوليفيا                   | |
| 21°00′S 62°15′W / 21.000°S 62.250°W   | باراغواي                  | |
| 21°00′S 57°50′W / 21.000°S 57.833°W   | البرازيل                  | ماتو غروسو دو سول ساو باولو (ولاية) ميناس جرايس ريو دي جانيرو (ولاية) إسبيريتو سانتو (البرازيل)                                                                                                   |
| 21°00′S 40°48′W / 21.000°S 40.800°W   | المحيط الأطلسي            | |